# Pseudagrion deningi
Pseudagrion deningi är en trollsländeart som beskrevs av Elliot C.G. Pinhey 1961. Pseudagrion deningi ingår i släktet Pseudagrion och familjen dammflicksländor. IUCN kategoriserar arten globalt som livskraftig. Inga underarter finns listade i Catalogue of Life.